# احتفال يونيو

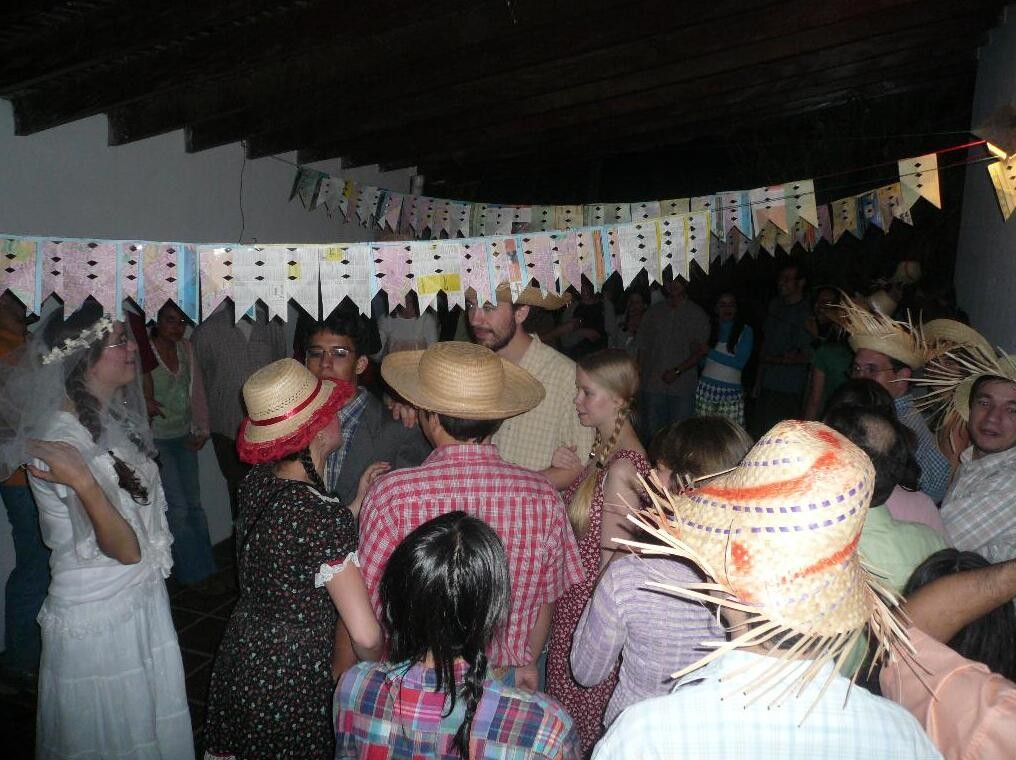
نموذج من احتفالات يونيو.

احتفال يونيو (بالبرتغالية: Festa Junina) تُعرف أيضًا باسم احتفال دي ساو جواو لدورها في الاحتفال بميلاد القديس يوحنا المعمدان (24 يونيو)، وهي الاحتفالات البرازيلية السنوية المقتبسة من منتصف الصيف الأوروبي الذي يقام في منتصف الشتاء الجنوبي. يتم الاحتفال بهذه الاحتفالات التي قدمها البرتغاليون خلال الفترة الاستعمارية (1500-1822) خلال شهر يونيو في جميع أنحاء البرازيل. يتم الاحتفال بالمهرجان بشكل أساسي عشية الاحتفالات الكاثوليكية لـ أنطونيو اللشبوني والقديس يوحنا المعمدان والقديس بطرس.
نظرًا لأن شمال شرق البرازيل قاحل إلى حد كبير أو شبه قاحل فإن هذه المهرجانات لا تتزامن فقط مع نهاية المواسم الممطرة في معظم الولايات في الشمال الشرقي، ولكنها توفر أيضًا للناس فرصة لتقديم الشكر لسانت جون على المطر. يحتفلون أيضًا بالحياة الريفية ويتميزون بالملابس والطعام والرقص النموذجي (خاصة الكوادريلها التي تشبه الرقص المربّع).

## انتقادات حديثة
اليوم تحظى احتفالات ساو جواو بشعبية كبيرة في أكبر مدن البرازيل. كشف وجود مهرجان للاحتفال بالحياة الريفية في بيئة حضرية عن الصور النمطية الحديثة للكيبيراس. يعتقد المقيمون في المدن الكبرى أن المزارعين الريفيين أقل تعليماً وغير قادرين على التواصل الاجتماعي بشكل صحيح. وغالبًا ما ينعكس هذا في الرسوم الكاريكاتورية للكايبيرا التي تُدرس للأطفال في المدارس البرازيلية، الذين يُطلب منهم استخدام قواعد غير صحيحة والتصرف بحماقة خلال المهرجان. كما أن القلق بشأن المعنى المتغير للمهرجان يعكس أيضًا تزايد «تحويل الكرنفال» إلى التقليد. بدلاً من التركيز على الدين يتم تقديم المهرجان على أنه تجمع ضخم لكل من البرازيليين والسياح مع حفلات موسيقية كبيرة في المدن الكبرى.